# Renault Laguna Roadster

## Історія
Заслуга у появі концептуальної Renault Laguna належить Патріку ле Кеману (Patrick le Quément), на той час головному дизайнеру компанії, який перейшов у Renault в 1987 році з Ford Europe. При ньому була утворена студія «Renault-Design». За планом дизайнера, Laguna Roadster мала стати втіленням нового етапу роботи Renault, в якому якість відповідає дизайну, а останній буде гармонійним синтезом інтер'єру і зовнішнього оформлення.  Ультранизький та ультрасучасний 2-місний спортивний автомобіль міг похвалитися привабливо подовженими округлими лініями та вельми оригінальною будовою. Динамічні враження підсилювались завдяки передньому розташуванню кабіни. У дусі справжніх родстерів, Renault Laguna отримала невеликий багажник об'ємом 60 дм³. За словами розробників, машина створювалася "для справжнього задоволення від їзди". Водночас, велика увага була приділена передовій системі пасивної безпеки. А м'яка комфортна підвіска мала зробити родстер ідеальним автомобілем для активного відпочинку.

## Технічні особливості
- 2.0-літровий турбований двигун, що розвивав 210 к.с. і розганяв авто до сотні за 6 секунд (перший кілометр за 25,2 секунди)

- Напівавтоматичні, пневмопідсилені двері типу "крило метелика"

- Вітровий дефлектор замість лобового скла і зсувна консоль замість даху (для захисту салону на час стоянки)

- Сидіння з електричним приводом, складані підголівники й особливі ремені безпеки

- Інтелектуальна дуга безпеки позаду сидінь, що залишалась прихованою під час руху, але при виявленні датчиком загрози перекидання висувалась за 0,1 секунди.[2][4]

- Водій і пасажир мали носити спеціальні візори із вбудованими інфрачервоними приймачами, з'єднаними з аудіосистемою Philips. Необхідна інформація виводилася на екран розташованого по центру дзеркала заднього виду.[5]

Через конструктивні особливості та розгінну динаміку Renault Laguna була названа "чотириколісним мотоциклом". Дизайн авто вплинув на стилістику Alpine A710, а концепція родстера знайшла продовження у вигляді Renault Sport Spider, що випускався з 1996 по 1999 роки.